# ایگنات دامیانوف
ایگنات دامیانوف (بلغاری: Игнат Дамянов؛ زادهٔ ۱۳ ژوئیهٔ ۱۹۸۷) بازیکن فوتبال اهل بلغارستان است.